# مرکز هماهنگی امنیت زیرساخت‌های ملی
مرکز هماهنگی امنیت زیرساخت‌های ملی (به انگلیسی: National Infrastructure Security Co-ordination Centre) یک مرکز بین سازمانی در دولت بریتانیا بود.
مرکز هماهنگی امنیت زیرساخت‌های ملی در سال ۱۹۹۹ آغاز به کار کرد و کار آن کمینه‌سازی ریسک حمله الکترونیک (سایبری) به زیرساخت‌های ملی پایه‌ای بود. مرکز هماهنگی امنیت زیرساخت‌های ملی، مشاوره و اطلاعات را برای دفاع از شبکه‌های رایانه‌ای و دیگر مسائل اطمینان از اطلاعات، ارائه می‌کرد.
در ۱ فوریه ۲۰۰۷ مرکز هماهنگی امنیت زیرساخت‌های ملی با مرکز مشاوره امنیت ملی ادغام شد تا مرکز حفاظت از زیرساخت‌های ملی پدید آید. امروز، مرکز حفاظت از زیرساخت‌های ملی، مشاوره امنیتی (اطلاعاتی، پرسنل، و فیزیکی) یکپارچه‌ای را برای کسب‌وکار و سازمان‌های فعال در زمینه زیرساخت‌های ملی بریتانیا ارائه می‌کند. این مرکز، به همراه ارائه مشاوره، با کمک به کاهش آسیب‌پذیری زیرساخت‌های ملی در برابر تروریسم و دیگر تهدیدها، به امنیت ملی بریتانیا کمک می‌کند.